# West Pelzer
West Pelzer est une ville située dans le comté d'Anderson, dans l’État de Caroline du Sud, aux États-Unis. Lors du recensement de 2020, elle comptait 962 habitants.